# Cercomacra cinerascens
El hormiguero gris (en Perú y Ecuador) (Cercomacra cinerascens), también denominado hormiguero nagüiblanco (en Colombia), es una especie de ave paseriforme de la familia Thamnophilidae. Es nativo de Sudamérica.

## Distribución y hábitat
Se distribuye ampliamente en la región amazónica y de las guayanas en Brasil, Bolivia, Colombia, Ecuador, Guayana francesa, Guyana, Perú, Surinam y Venezuela.
Esta especie es usualmente común en el enmarañado del sub-dosel y  en los bordes de selvas húmedas de baja altitud, hasta los 1000 m.

## Descripción
El hormiguero gris es un pequeño pájaro de unos 13-14 centímetros de longitud con una cola bastante larga. Es de color gris, más oscuro por encima, con las alas teñidas de tonos marrones con una mancha blanca interescapular y una banda blanca en la punta de la cola. La hembra es marrón oliva con la grupa más gris y con una mancha blanquecina muy pequeña.

## Comportamiento

### Alimentación
Se alimenta de insectos y bichos semejantes a insectos. Suele buscarlos en los árboles y partes densas de matorrales hasta una altura de unos 6 metros por encima del suelo. Puede encontrarse solo o unido a bandadas mixtas. Es un recolector activo y metódico en movimientos de saltos cortos de exploración.

### Reproducción
Los hormigueros grises forman parejas que permanecen juntas, aunque a veces se unen a grupos de aves variadas para buscar comida. Poco se sabe acerca de sus hábitos de anidación. Su territorio a menudo es de unos 120 metros de diámetro.

### Vocalización
El canto, bronco, dado durante el calor del día, es un «ch-krr, ch-krr, ch-krr» repetido hasta siete a ocho veces, como un hipo. Ambos sexos dan un llamado nasal, pero agudo, «kiyr», a veces insistentemente repetido.

## Sistemática

### Descripción original
La especie C. cinerascens fue descrita por primera vez por el zoólogo británico Philip Lutley Sclater en 1857 bajo el nombre científico Formicivora cinerascens; la localidad tipo es: «Río Napo, Ecuador».

### Etimología
El nombre genérico femenino «Cercomacra» se compone de las palabras del griego «kerkos»: cola y «makros»: larga, significando «de cola larga»; y el nombre de la especie «cinerascens», proviene del latín «cinerescens, cinerescentis»: ceniciento.

### Taxonomía
Las poblaciones pueden ser consideradas dentro de dos pares diferentes: la subespecie nominal e immaculata pueden ser una especie diferente del par sclateri e iterata, pero las diferencias entre las subespecies dentro de cada par, principalmente el primero, pueden ser apenas clinales. Las diferencias vocales también parecen ser muy ligeras.

### Subespecies
Según las clasificaciones del Congreso Ornitológico Internacional (IOC) y  Clements Checklist v.2018, se reconocen cuatro subespecies, con su correspondiente distribución geográfica:
- Cercomacra cinerascens cinerascens (P.L. Sclater, 1857) – sur de Venezuela (oeste y sur de Bolívar, Amazonas), sureste de Colombia, este de Ecuador, noreste de Perú (norte del río Amazonas y río Marañón) y noroeste de la Amazonia en Brasil (norte de Amazonas, Roraima, norte de Pará al oeste del río Nhamunda).
- Cercomacra cinerascens immaculata Chubb, 1918 – este de Venezuela (este de Bolívar), las Guayanas y noreste de la Amazonia brasileña (Amapá, norte de Pará al este del Nhamunda).
- Cercomacra cinerascens sclateri Hellmayr, 1905 – este de Perú (principalmente al sur de los ríos Amazonas  y Marañón pero también ocurre al norte de este último), suroeste de la Amazonia brasileña (al sur del río Amazonas, hacia el este hasta el Madeira) y noroeste de Bolivia (Pando, La Paz, Beni).
- Cercomacra cinerascens iterata J.T. Zimmer, 1932 – sureste de la Amazonia brasileña (al este del Madeira hasta el oeste de Maranhão, al sur hasta Rondônia, oeste de Mato Grosso y sur de Pará) y noreste de Bolivia (norte de Santa Cruz).